# Révolution irakienne
La révolution irakienne a lieu le 14 juillet 1958 et entraîne la chute de la monarchie hachémite pro-britannique, établie en 1921 par le roi Fayçal Ier, à l'époque où l'Irak est un protectorat anglais.
En 1958, l'Irak et la Jordanie sont deux monarchies gouvernées par des cousins, le roi Fayçal II et le roi Hussein de Jordanie et unies au sein d'une fédération, la fédération arabe d'Irak et de Jordanie formée en février 1958. En juillet, le roi Hussein, inquiété par l'éclatement d'une crise politique au Liban opposant le gouvernement pro-occidental de Camille Chamoun à des militants favorables au président égyptien Gamal Abdel Nasser, demande une aide militaire à son cousin de Fayçal II. Des unités de l'armée irakienne se mettent en route vers la Jordanie sous le commandement du général Abd al-Karim Kassem, mais celui-ci décide de faire demi-tour dans la nuit du 13 au 14 juillet, et de marcher sur Bagdad pour réaliser un coup d'État le 14 juillet 1958. Le roi Fayçal II et le prince Abdelilah ben Ali el-Hachemi sont tués lors de l'assaut, tandis que le Premier Ministre Nouri Saïd meurt le lendemain dans des circonstances controversées.
L’instauration de la république d'Irak en 1958 porte un coup très dur à l'influence britannique au Moyen-Orient et suscite un immense espoir révolutionnaire au Moyen-Orient, ainsi qu'une forte inquiétude chez les puissances occidentales et les pays arabes qui leur sont encore favorables.

## Contexte
Depuis 1921, l'Irak est une monarchie constitutionnelle, gouvernée par les Hachémites, installés sur le trône par un référendum organisé par les Britanniques, après que leur victoire lors de la Première Guerre mondiale leur ait permis d'établir un protectorat sur l'Irak. Malgré son indépendance officiellement obtenue en 1932, l'Irak reste un état satellite du Royaume-Uni qui exerce son influence via la famille royale qui lui est favorable.

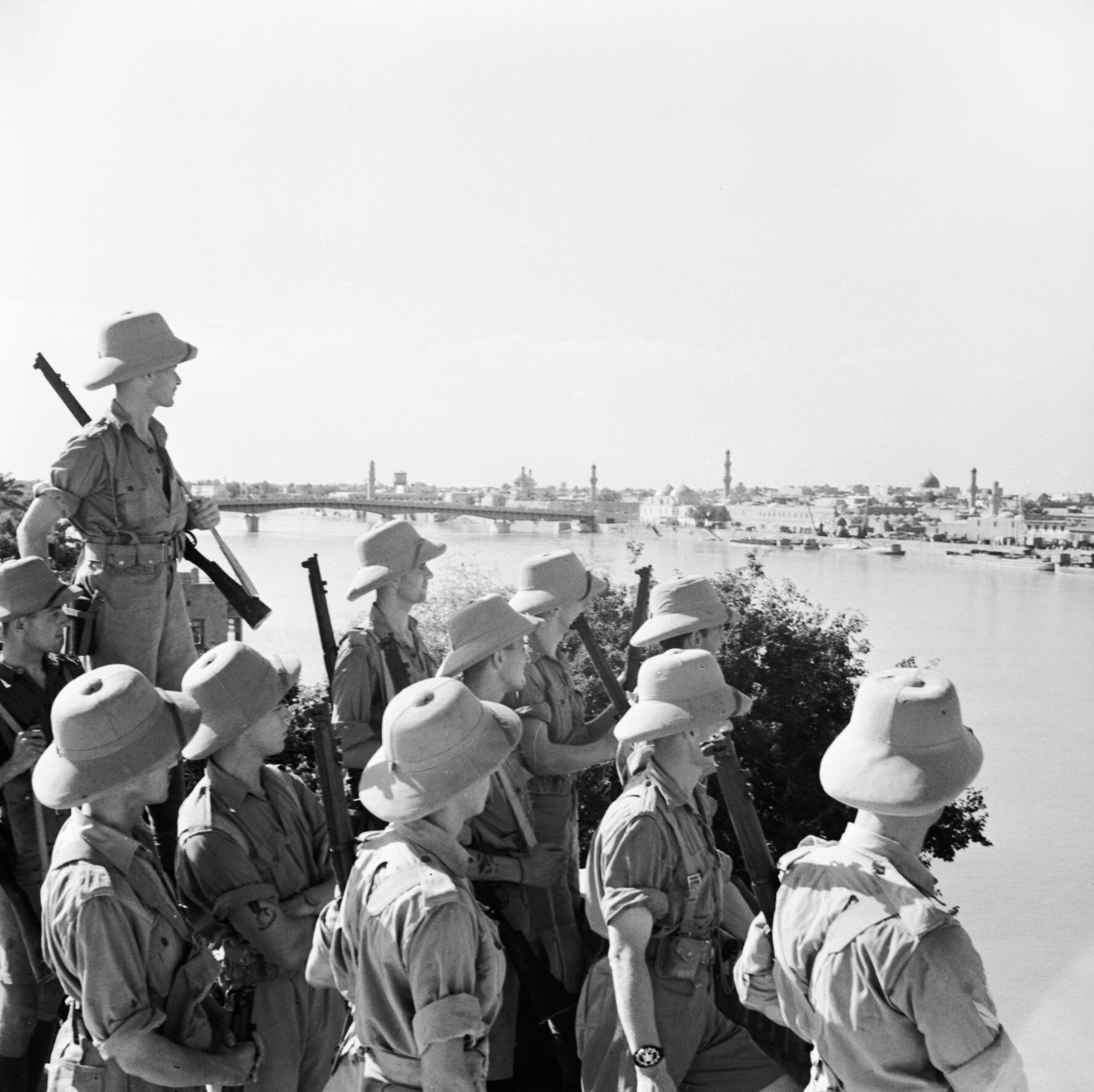
Soldats britanniques participants à la guerre anglo-irakienne en 1941

Au début de la Seconde Guerre mondiale, Rachid Ali al-Gillani renverse par un coup d'État le Premier ministre pro-britannique Nouri Saïd, et accède au pouvoir. Celui-ci oriente la politique du royaume vers la neutralité, puis vers un rapprochement avec les forces de l'Axe, provoquant la guerre anglo-irakienne, puis la réoccupation de l'Irak par les Britanniques victorieux.
Après la guerre, de violentes grèves secouent Kirkouk, dont les protestataires dénoncent les conditions de travail, ainsi que la domination britannique sur l'exploitation pétrolière. Les tensions dégénèrent davantage lorsque le Premier Ministre Salih Jabr signe un nouveau traité avec Londres en 1948, entraînant une répression croissante de la part du gouvernement. En 1955, Nouri Said, rappelé par la monarchie au poste de Premier Ministre, réaffirme la politique étrangère pro-occidentale de l'Irak en signant le pacte de Bagdad, alliance miliaire instaurée par la Grande-Bretagne et intégrant d'anciennes colonies britanniques au Moyen-Orient.

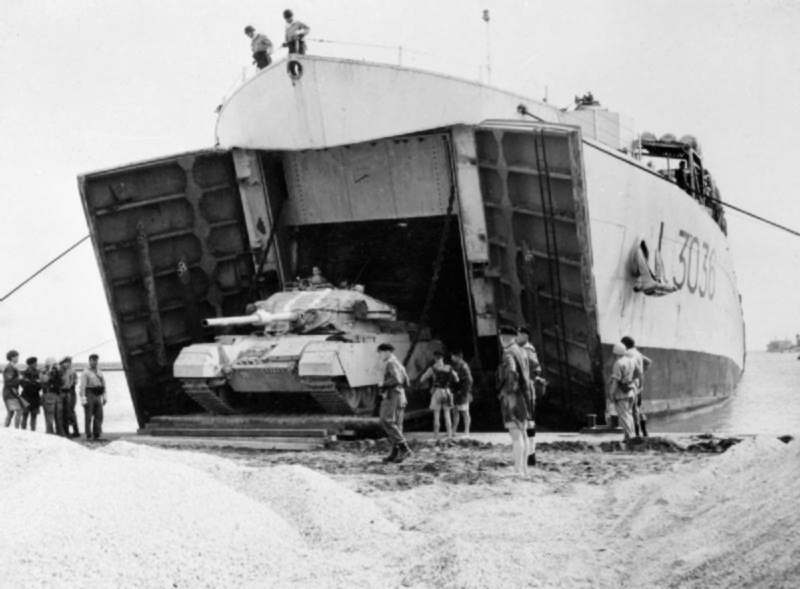
Débarquement de troupes britanniques en Égypte en 1956 pendant la crise du canal de Suez

En 1956, la crise du canal de Suez en Égypte, intervention militaire franco-britannique manquée qui avait pour but de reprendre le contrôle de canal de Suez nationalisé par le président égyptien Gamal Abdel Nasser, provoque une hostilité croissante des populations arabes envers les anciennes puissances coloniales de la région. En même temps, le succès remporté par Nasser contre cette tentative d'ingérence occidentale est aussi une source d'inspiration pour les nationalistes arabes. La même année, des officiers irakiens rencontrent secrètement des officiers égyptiens et planifient un coup d'État contre la monarchie irakienne.
Le 1er février 1958, la Syrie et l'Égypte s'unissent pour créer la République arabe unie. En réaction, deux semaines plus tard, le 14 février la Jordanie et l'Irak, dont les deux rois étaient cousins, s’unirent à leur tour pour fonder la fédération arabe d'Irak et de Jordanie. L'été suivant, une crise politique éclate au Liban résultant de tensions entre le gouvernement pro-occidental et ses opposants politiques inspirés par Nasser, désireux de rejoindre la République arabe unie. La Jordanie voisine du Liban se sentant menacée, sollicite un appui militaire au gouvernement irakien. Celui-ci envoie en direction de la capitale jordanienne la 2e division blindée de Diwaniya.

## Déroulement

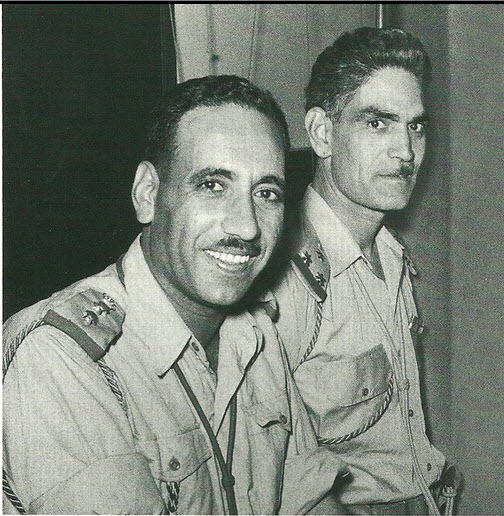
Les officiers Abd Karim Kassem et Abdel Salam Aref, meneurs de la révolution irakienne de 1958

Le 13 juillet 1958, la 2e division blindée de Diwaniyya prend la route vers Amman, mais fait demi-tour vers Bagdad dans la nuit du 13 au 14 juillet. Le 14 au matin, Abdel Salam Aref qui commande cette division, lance l’assaut sur le palais royal. Le roi Fayçal II, réveillé par les échanges de tirs, ordonne à la garde royale de n'opposer aucune résistance et se rend aux insurgés. Malgré cette reddition rapide, les membres de la famille royale sont exécutés, ainsi que plusieurs serviteurs. Il existe plusieurs versions quant à leurs exécutions, l'une d'elles prétendant qu'il s'agit d'une initiative personnelle d'un des insurgés ayant décidé d'ouvrir le feu dans un mouvement d'humeur. Une autre version raconte que les membres de la famille royale ont été rassemblés dans la cour du palais et exécutés tournés contre le mur.
Le 14 juillet, à 9h40, Radio-Bagdad déclare :

« La monarchie corrompue a été détruite et les fondements de la première République d’Irak ont été posés. Les chefs de votre armée déclarent que votre pays a, pour la première fois dans son histoire, mis fin à un régime de corruption et qu’il a commencé à se libérer de la clique dirigée de l’étranger qui avait fait de lui une vache à lait dont les impérialistes et leurs agents tiraient leurs richesses »

Aucune résistance des partisans de la monarchie n'est tentée, tandis que le Premier ministre Nouri Said est tué à son tour après avoir tenté de fuir le lendemain de l’assaut. Là aussi, les versions diffèrent quant au sort qui fut le sien : certains affirment qu'il fut abattu de plusieurs balles par son propre aide de camp Wasfi Taher, tandis que d'autres sources racontent qu'il s'est suicidé après avoir été cerné par une foule meurtrière.
Les putschistes instaurent un nouveau régime avec un tribunal révolutionnaire censé juger les crimes de l'ancien gouvernement et des milices de résistance populaire. Néanmoins, des rivalités naissent rapidement entre les principaux meneurs du coup d'État, Abdel Salam Aref nassériste souhaitant rejoindre la République arabe unie, et Abd al-Karim Kassem, nationaliste, désireux de préserver l'indépendance de l'Irak. Finalement Abd al-Karim Kassem, militant communiste avant sa prise de pouvoir, bénéficie du soutien du leader politique kurde Mustafa Barzani et du Parti communiste irakien, parvient à écarter Abdel Salam Aref et devient Premier ministre de la nouvelle république d'Irak.

## Suite et conséquences

### Conséquences en Irak

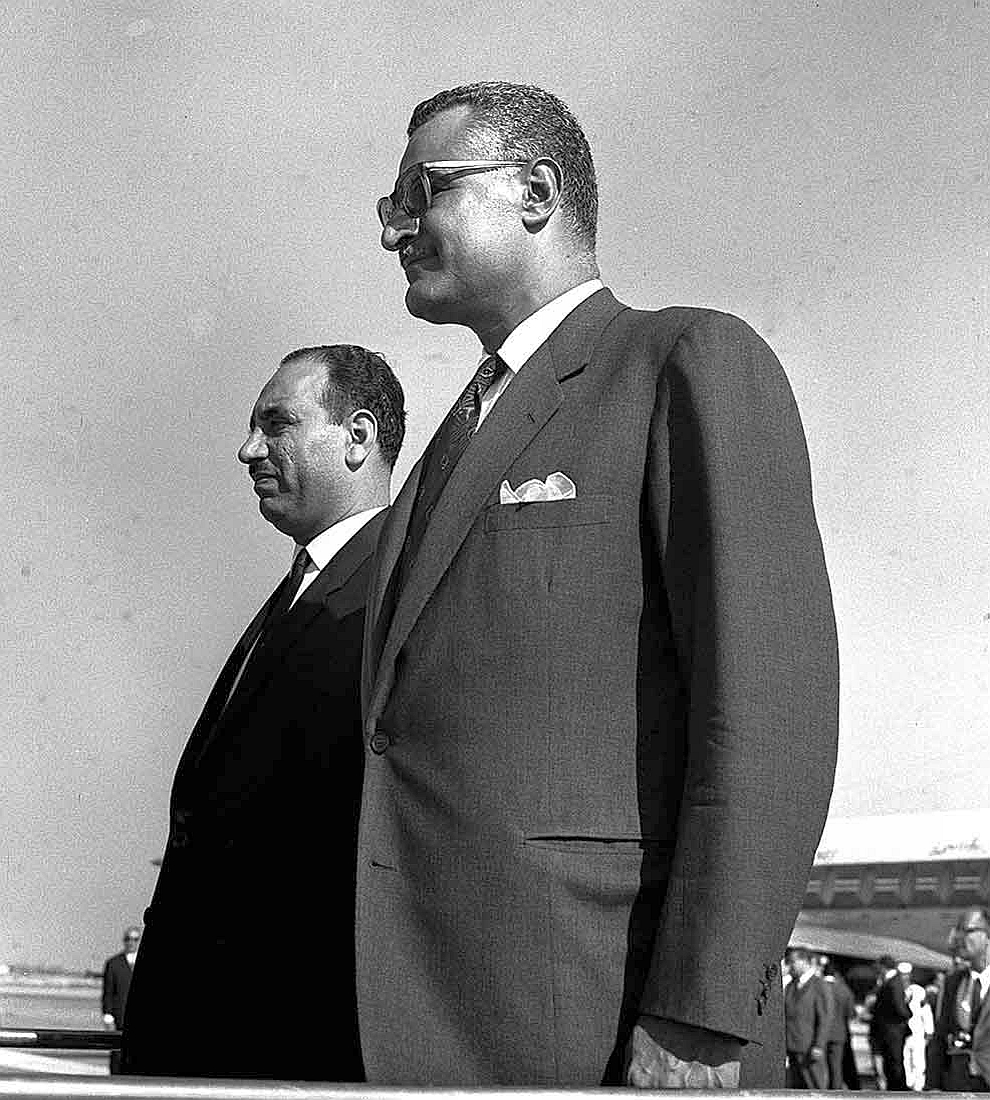
Le président égyptien Gamal Abdel Nasser, inspirateur de la révolution irakienne, et son homologue irakien d'Abdel Salam Aref en 1963.

À la suite du renversement de la dynastie irakienne hachémite, le nouveau gouvernement établit la république d'Irak, mettant fin de facto à la fédération arabe d'Irak et de Jordanie, qui avait été créée six mois auparavant.
Plusieurs réformes agraires et sociales sont entreprises pour lutter contre la pauvreté. Parallèlement, de fortes tensions ethniques et confessionnelles déclenchent des affrontements en 1959 à Kirkouk et à Mossoul, que Abd al-Karim Kassem fait bombarder pour réprimer une insurrection kurde et communiste. Les chrétiens d'Irak sont également la cible du nationalisme arabe qui inspire le nouveau régime irakien.
En 1961, une nouvelle révolte des Kurdes, réclamant des droits spécifiques (d'autonomie, administration en langue kurde et investissements publics au Kurdistan) est difficilement réprimée par le gouvernement irakien. En 1963, après cinq ans passés au pouvoir, Abd al-Karim Kassem, est renversé et assassiné lors d'un coup d'État mené par le parti Baas. Le général nassériste Abdel Salam Aref, autre meneur de la révolution lui succède à la présidence mais partage le pouvoir avec le parti Baas.
La république d'Irak établie à la suite de cette révolution prend fin en juillet 1968 à la suite d'un nouveau coup d'État du parti Baas, qui instaure un régime autoritaire à parti unique, avec Saddam Hussein pour vice-président. Ce dernier devient président d'Irak de 1979 et reste au pouvoir jusqu'à la guerre d'Irak de 2003.

### Réactions internationales
Dans la foulée de la révolution irakienne, la Jordanie et le Liban, inquiets que cette initiative inspire des soulèvements nationalistes arabes sur leurs propres sols, demandent au Royaume-Uni et aux États-Unis de leur envoyer des troupes. Les États-Unis et la Grande-Bretagne, souhaitant endiguer l'influence de l'Union soviétique au Moyen-Orient, mais aussi préserver leurs intérêts pétroliers, décident de débarquer des troupes de plusieurs milliers d'hommes dans ces deux pays pour en assurer la stabilité. Il s'agit de la première intervention militaire américaine au Moyen-Orient.
Les deux blocs opposés dans la guerre froide font néanmoins preuve de modération. Londres et Washington ne vont pas jusqu’à prendre des mesures irréversibles à l’égard de l’Irak, tandis que Moscou, tout en dénonçant « l’agression armée anglo-américaine » en Proche-Orient, se contente de demander une « réunion à l’échelon le plus élevé ». Parallèlement, plusieurs démocraties populaires, l'Union soviétique en tête se hâtent d'ouvrir des ambassades à Bagdad, qui signe également des accords avec la république populaire de Chine. Bien qu'ayant quitté le pacte de Bagdad, l'Irak sous le mandat Abd al-Karim Kassem maintient des liens étroits avec Londres et les États-Unis, qui s’accommodent de son rapprochement avec l'Union soviétique.

## Analyse
Selon l'ancien diplomate et spécialiste du monde arabe Pierre Rossi, la signature du Pacte de Bagdad en 1955, (dont l'Irak s'est retirée en 1959) a contribué à radicaliser les opposants à la monarchie, qui l'ont perçu comme une menace. En effet, ce traité d'alliance militaire dirigé contre l'Union soviétique et les gouvernements nationalistes arabes comportait plusieurs clauses sur la « lutte contre des éléments subversifs », ce qui eut pour effet d’alarmer les opposants nationalistes, communistes et kurdes. Dans ce contexte géopolitique tendu, si la crise du canal de Suez en 1956 exacerbe la colère des populations arabes contre leurs gouvernements pro-occidentaux, il est aussi probable que cette crise ait pris de court Nouri Said, pour qui il devint beaucoup plus difficile de justifier sa politique étrangère.
Les années 1950 en Irak sont aussi marquées par une crise économique et sociale particulièrement violente, conséquence d'une gestion économique désastreuse du gouvernement irakien privilégiant les intérêts britanniques. Entre 1954 et 1958, le coût de la vie augmente de 10 %, tandis que le chômage frappe 60 % des citadins et 20 % des paysans. Dans les villes dont la population était croissante à cause de l'exode rural, la pauvreté paraissait d'autant plus insupportable qu'elle y côtoyait la modernité d'une classe privilégiée bénéficiant des revenus de l'exploitation pétrolière,. Parallèlement, les idées de Lénine infusent dans plusieurs groupes d'opposition de gauche irakiens, qui considéraient l'Irak prête pour la révolution, car les trois conditions nécessaires étaient désormais remplies : avilissement des classes pauvres, incapacité des classes dirigeantes à maintenir l'ancien système, et existence d'une classe révolutionnaire consciente, forte, et prête à l'action.

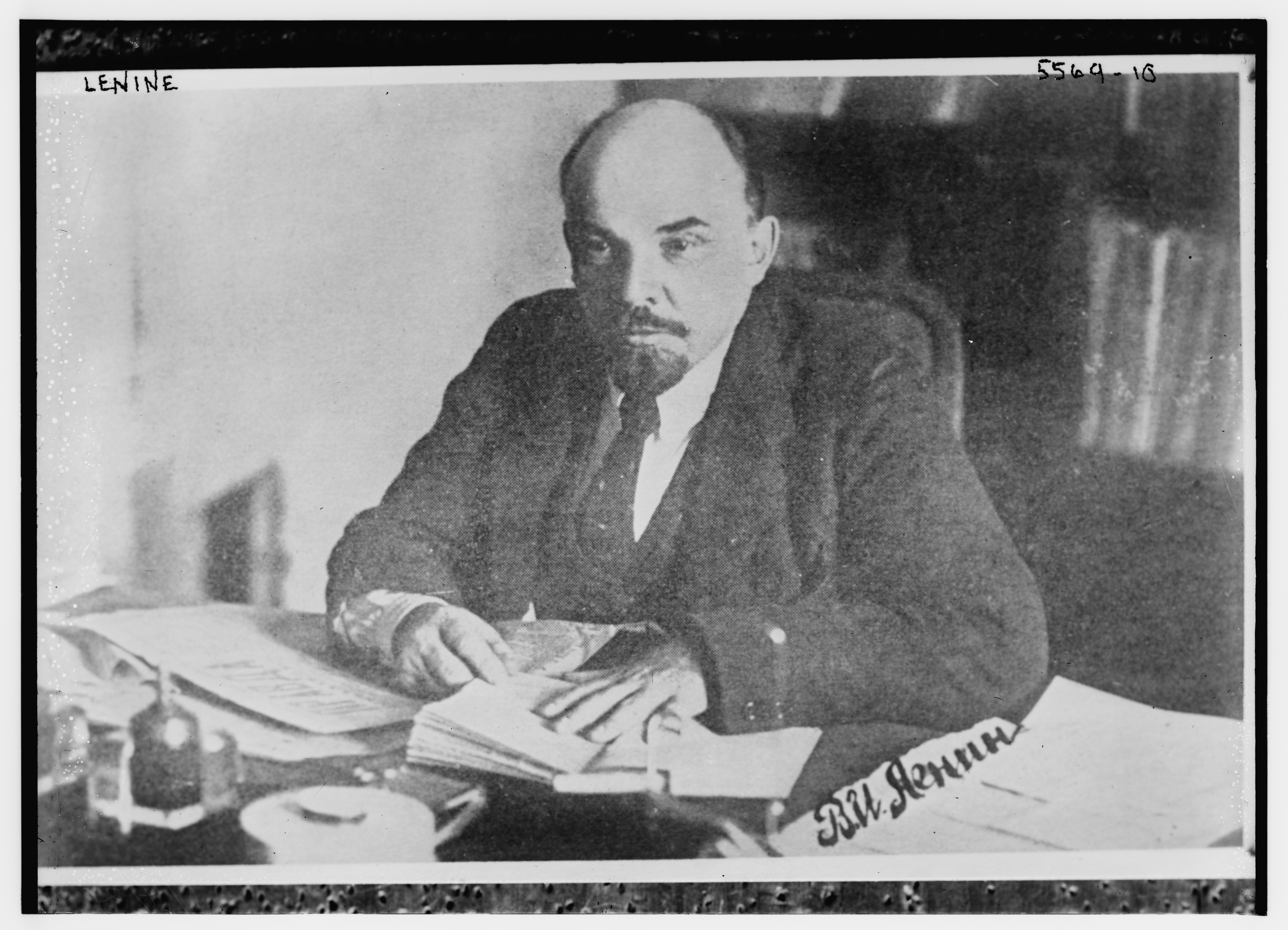
Vladimir Ilitch Lénine, leader de la révolution russe de 1917. Ses idées ont, à l’instar de celles de Nasser, inspiré la révolution irakienne de 1958.

Enfin, selon Matthieu Rey, historien spécialiste du monde arabe, l’armée tenait avant la révolution une place ambivalente. Si celle-ci était officiellement acquise à la monarchie pro-occidentale (en tant qu'instrument de sa répression), certains de ces éléments avaient participé à la guerre contre les Britanniques en 1941, tandis que ceux qui s'étaient battus aux côtés des Alliés pendant la Seconde Guerre mondiale attendaient en contrepartie des réformes démocratiques. Les purges qui suivent la réoccupation britannique de 1941 réduisent fortement les effectifs de l'armée, mais celle-ci se renforce à l'initiative de la monarchie à la suite du traité signé avec Londres en 1948. Dès lors, beaucoup de jeunes soldats sont recrutés, et la majorité d'entre eux, issus de familles paysannes, ont conscience de la misère populaire. Il est probable que les officiers putschistes aient planifié l'attaque contre le palais royal dès 1956 après leur rencontre avec Nasser, puis aient temporisé en attendant qu'une occasion se présente. En 1958, le coup d'État a surpris beaucoup de militants d'opposition, notamment les communistes qui n'avaient jamais collaboré avec les officiers libres, dont certains accusèrent les militaires d'avoir comploté contre le peuple irakien et mené la révolution à leur profit.

#### Ouvrages
- Hoda Nasser, Nasser, Archives secrètes, Flammarion, septembre 2020, 368 p., p. 85 à 115

#### Articles académiques et scientifiques
- Pierre Rossi, « Le 14 juillet 1958 ne fut-il en Irak qu'un coup d'Etat ? », Politique étrangère,‎ 1961, p. 7 (lire en ligne)
- Anne-Lucie Chaigne-Oudin, « Irak », Les clés du Moyen-Orient,‎ 1er février 2010, p. 10 (lire en ligne)
- Matthieu Rey, « 1958. Quand l'Irak découvrait l'espérance révolutionnaire », Orient XXI,‎ 1er juillet 2018, p. 4 (lire en ligne)

#### Presse et vulgarisation
- Éric Rouleau, « Les conséquences de la révolution irakienne pourraient être fatales pour les positions occidentales dans la région », Le Monde diplomatique,‎ août 1958 (lire en ligne)
- Samia Medawar, « #1 Nouri Saïd, le défenseur haï du royaume hachémite d’Irak », L'Orient le Jour,‎ 21 août 2017 (lire en ligne)
- Matthieu Rey, « Un 14 juillet au Moyen-Orient : l’Irak en 1958 », RFI,‎ 12 juillet 2018 (lire en ligne)
- Claire Grandchamps, « La guerre libanaise de 1958, un conflit aux multiples facettes », L'Orient le Jour,‎ 7 septembre 2018 (lire en ligne)
- Nada Merhi, « Camille Chamoun, un président visionnaire », L'Orient le Jour,‎ 24 novembre 2018 (lire en ligne)